# Lathyrus littoralis
Espèce
Classification phylogénétique
Lathyrus littoralis est une espèce de plantes à fleurs de la famille des Fabaceae. C'est une plante herbacée originaire d'Amérique du Nord.
Elle fait partie du genre Lathyrus comme le pois de senteur.